# アンバイ
アンバイ（Ambai、生没年不詳）は、大元ウルスに仕えたタングート人将軍の一人。『元史』などの漢文史料では暗伯(ànbǎi)、『集史』などのペルシア語史料ではタングートのアンバイ（Ambāī az tangqūt/امبای از تنگقوت）と記される。

## 概要
アンバイの祖父は僧吉陀という人物で、チンギス・カンに仕えてビチクチ（書記官）・ケレメチ（通訳官）となった人物であった。その息子のトルチ（禿児赤）は後を継いでモンケ・カアンに仕え、後には文州礼店元帥府ダルガチとなった。
アンバイは若くしてケシク（親衛隊）に入り、厳重剛果なことで知られていた。帝位継承戦争の前後、アンバイは敦煌に赴いたが内乱で帰路を阻まれチャガタイ・ウルス君主アルグの支配するホータンに止められることになった。後にクビライ（セチェン・カアン）がセチェゲンを使者としてアルグの下に派遣した時、アルグは数年にわたってセチェゲンをクビライの下に帰さなかったため、アンバイは馬・駱駝を手配してセチェゲンを逃がした。セチェゲンの報告を聞いたクビライはブカ・テムル元帥に命じてホータンに遠征させ、隙を見て逃れたアンバイはブカ・テムル軍の下に逃れそこでセチェゲンとも再開した。ブカ・テムルはクビライの命により枢密院客省使に任じ、妻子とともにクビライの送らせた。これ以後、アンバイはクビライ側近の軍人（枢密院所属の官吏）として活躍することとなる。
1287年にナヤン・カダアンの乱が勃発すると、アンバイもまたクビライの親征に加わった。この時、アンバイはバヤン丞相を筆頭とする軍団に所属していたと見られる。諸王哈魯・駙馬トゥメンダル率いる反乱軍が迫った時には、アンバイが克流速石巴禿で迎え撃った。アンバイは身中に7箇所の傷を負い、乗馬も2本の矢を受ける激戦の中で敵軍を撃ち破り、トゥメンダルを刺し殺して諸王哈魯を捕虜とした。クビライはアンバイの軍功を大いに評価し、タングート衛（唐兀衛）の長官兼僉枢密院事とした。
『集史』「テムル・カアン紀」によると、クビライの死後上都で開催されたクリルタイにアンバイも参加し、他の参加者とともにクビライの孫のテムルを新たなカアンに推戴したという。最終的に、アンバイは同僉・副枢・同知を歴任し、知枢密院事（枢密院の長）となって亡くなった。息子には知枢密院事となった阿乞剌、湖広省左丞となった亦憐真班らがいる。